# The Chimes (gruppo musicale)
The Chimes, anche conosciuti come Lenny Cocco & the Chimes, sono stati una band doo-wop italoamericana proveniente da Brooklyn - New York.

## Storia
Il gruppo si formò sotto la direzione del cantante Lenny Cocco a metà degli anni '50. Il loro primo singolo era una versione di "Once in a While", un successo del 1937 di Tommy Dorsey, pubblicato su Tag Records. La canzone divenne un successo negli Stati Uniti, raggiungendo il numero 11 della Billboard Hot 100 nel gennaio 1961 e il numero 15 in Canada. Il singolo successivo era "I'm in the Mood for Love", una canzone degli anni '30. Questo ha raggiunto il numero 38 nello stesso anno.
Nel 1962 iniziarono a registrare come Lenny & the Chimes, e si trasferirono alla Metro Records e poi alla Laurie Records nel 1963. Nel 1964 pubblicarono il singolo "Two Times" su Vee-Jay, ma si sciolsero poco dopo.
Nei decenni successivi si sono riformati per il circuito revival doo-wop, di solito sotto il nome di Lenny Cocco and the Chimes. Cocco è morto nel 2015 all'età di 78 anni.

## Membri
- Lenny Cocco – lead singer and founder (born Leonard Cocco in Brooklyn in 1936; died on May 8, 2015, in Holbrook)[3]
- Pat DePrisco – first tenor; died September 21, 2022
- Richard Mercado – second tenor; died October 12, 2015
- Joseph Croce – baritone; died 1993 approx
- Pat McGuire – bass; died 1963, car accident[1][4]